# رنگرزی کاتازوم
رنگرزی کاتازوم یک شیوه ژاپنی رنگرزی پارچه‌است که در آن از چسب‌های مقاوم و اقسام گوناگون شابلون استفاده می‌کنند. در این روش رنگرزی از مخلوط انواع آرد برنج که به وسیله برس یا کاردک رنگ مخصوص نقاشی روی پارچه اعمال می‌شود، استفاده می‌شود. رنگدانه‌ها در این روش به وسیله چاپ دستی یا غوطه ور سازی یا هر دوی آن‌ها به مجموعه افزوده می‌شود. در قسمت‌هایی که ترکیب چسب پارچه را پوشانده‌است، مواد رنگزا نمی‌توانند به درون پارچه نفوذ کنند، در نتیجه با توجه به شکل شابلون طرح‌هایی بر روی پارچه ایجاد می‌شود.